# Olympische Sommerspiele 1932/Teilnehmer (Haiti)
| Gelbes Symbol für Goldmedaillen mit stilisierten Olympischen Ringen | Graues Symbol für Silbermedaillen mit stilisierten Olympischen Ringen | Braundes Symbol für Bronzemedaillen mit stilisierten Olympischen Ringen |
| ------------------------------------------------------------------- | --------------------------------------------------------------------- | ----------------------------------------------------------------------- |
| —                                                                   | —                                                                     | —                                                                       |

Haiti nahm an den Olympischen Sommerspielen 1932 in Los Angeles, USA, mit einer Delegation von zwei Sportlern (beide Männer) teil. Hinzu kam noch ein Teilnehmer an den Kunstwettbewerben.

## Teilnehmer nach Sportarten

### Leichtathletik
- Silvio Cator
Weitsprung: 9. Platz

- André Théard
100 Meter: Vorläufe